# Kampong Siem
Kampong Siem (tiếng Khmer: ស្រុកកំពង់សៀម) là một huyện (srok) tại tỉnh Kampong Cham, Campuchia. Huyện nằm bao quanh Thành phố Kampong Cham. Trung tâm hành chính của huyện nằm không xa tỉnh lị (3 km) và đặt tại làng Ampil Leu, Xã Ampil trên Quốc lộ 7 và cách thủ đô Phnom Penh khoảng 120 km về phía bắc. Huyền nằm sát bờ tây của sông trong suốt chiều dài của mình.

## Vị trí
Huyện Kampong Siem nằm ở khu vực trung tâm của tỉnh Kampong Cham và xung quanh cũng là các huyện khác của tỉnh. Theo chiều kim đồng hồ từ phía bắc, Kampong Cham có ranh giới ở phía bắc với huyện Stueng Trang trong khi giáp các huyện Krouch Chhmar và Tbong Khmom ở phái đông. Phía nam huyện Kampong Siem là huyện Koh Soutin. Ba huyện Kang Meas, Prey Chor và Chamkar Leu nằm ở phía tây của huyện. Kampong Siem cũng bao quanh thành phố nhỏ Kampong Cham.

## Hành chính
| Khum (Xã)     | Phum (Làng) |
| ------------- | --- |
| Ampil         | Andoung Chraoh, Ampil Leu, Ampil Kraom, Cheung Kouk, Roliek, Romeas, Banteay Thmei, Sralau, Krala, Chonghuk, Veal Sbov, Sya                                             |
| Han Chey      | Hanchey, Krouch Saeuch, Lvea Ter, Moan Haeur |
| Kien Chrey    | Preaek Yuon, Enteak Nel, Spean Thmei, Boeng Babos, Kien Chrey Krau, Kien Chrey Knong                                                                                    |
| Kokor         | Kokor Muoy, Kokor Pir, Chamkar Samseb, Kampong Krabei |
| Kaoh Mitt     | Kaoh Paen Ka, Kaoh Paen Kha, Kaoh Paen Kho, Kaoh Kol, Kaoh Dach, Kaoh Prolung, Svay Chrum, Kaoh Chas, Kampong Trom Kraom, Kampong Trom Leu                              |
| Kaoh Roka     | Kaoh Roka Krau, Kaoh Roka Knong, Dambang Daek, Ou Chhleung, Ta Meang, Thmei                                                                                             |
| Kaoh Samraong | Phum Muoy, Phum Pir, Phum Bei, Phum Buon, Phum Pram, Phum Prammuoy, Phum Prampir, Phum Prambei                                                                          |
| Kaoh Tontuem  | Kaoh Kok Ka, Kaoh Kok Kha, Kaoh Prak Kraom, Kaoh Prak Knong, Kaoh Prak Leu                                                                                              |
| Krala         | Sdach Non, Tuol Beng, Andoung Pou, Tuol Popel, Trapeang Chrey, Trapeang Tras, Trapeang Ruessei, Angkuonh Dei, Ampil Chrum, Thmei, Trapeang Thma, Trapeang Char, Trakuon |
| Ou Svay       | Prey Chakkrei, Anlong Snouk, Ampil Kranhanh, Ou Svay, Trapeang Kak, Ou Thnong, Khael Chey                                                                               |
| Ro'ang        | Thma Koul, Veal Khsach, Prasam, Pongro, Romul, Tuol Roka, Ro'ang Leu, Ro'ang Kraom                                                                                      |
| Rumchek       | Chheu Teal Srot Leu, Chheu Teal Srot Kraom, Rumlech, Thmei |
| Srak          | Lpeak, Prey Kuy, Srak, Tamouv |
| Trean         | Chrak Sdau, Veal Kriel, Trean, Trapeang Ta Sokh, Prathang, Paen, Tuol Chambak, Chranieng, Trapeang Ampil, Ta Khong, Tuol Trach, Poun                                    |
| Vihear Thum   | Prey Phdau, Andoung Svay, Kouk Kream, Kdei Boeng, Pongro, Prasat, Kouk Totea, Vihear, Kong Moha                                                                         |

## Nhân khẩu
Huyện dược chia thành 15 xã(khum) và 112 thôn làng (phum). Theo thống kjee năm 1998, huyện có 99.056 người với 18.884 hộ gia đình.